# CA Tigre
A Club Atlético Tigre egy argentin labdarúgóklub, melynek székhelye Victoria városában található. A klubot 1902-ben alapították.
Hazai mérkőzéseit a Coliseo de Victoriában játssza. A klub hivatalos színei: kék-vörös.

## Sikerek
Primera Nacional
- Győztes (1): 2021

Copa de la Superliga
- Győztes (1): 2019